# Бребенескул (гора)
Бребене́скул — одна з найвищих вершин хребта Чорногора (Українські Карпати). Розташована посередині хребта, на межі Івано-Франківської та Закарпатської областей, між вершинами Менчул (1998 м) на південному сході та Ребра (2001 м) на північному заході.
Висота — 2038 м (за іншими даними 2032 або 2035). Поверхня куполоподібна. На схилах поширені давньольодовикові форми рельєфу, сліди процесів морозного вивітрювання. Гора вкрита альпійськими і субальпійськими луками, характерні кам'яні розсипища та осипища. На захід від вершини розташоване найвисокогірніше озеро України — Бребенескул, з якого витікає річка Бребенескул.
Найближчий населений пункт — село Бистрець (Івано-Франківська область).

## Туристичні стежки
- — по червоному маркеру з г. Мунчел. Час ходьби по маршруту ~ 1 г, ↓ ~ 1 г.
- — по зеленому маркеру з с. Бистрець через руїни туристичного притулку, що на пол. Маришевська і г. Шпиці до стовпця « Під Ребрами (1930 м)», далі  — по червоному маркеру через г. Ребра. Час ходьби по маршруту 7,5 г, ↓ 6,5 г.
- — по жовтому маркеру з НСБ "Заросляк" (найкраще добратись з с. Ворохта) до оз.Несамовите, далі  — по червоному маркеру через г. Ребра. Час ходьби по маршруту 5,5 г, ↓ 4,5 г.
- — по червоному маркеру з г. Туркул через г. Ребра. Час ходьби по маршруту ~ 2 г, ↓ ~ 2 г.
- — по синьому маркеру з с. Говерла через КПП Карпатський БЗ і пол. Туркулська, далі  — по червоному маркеру з підніжжя г. Туркул через г. Ребра. Час ходьби по маршруту ~ 5 г, ↓ ~ 4 г.
- — по синьому маркеру з с. Говерла через КПП Карпатський БЗ, далі  — по жовтому маркеру через пол. Бребеняска і оз. Бребенескул. Час ходьби по маршруту ~ 7 г, ↓ ~ 6 г.

## Фотографії

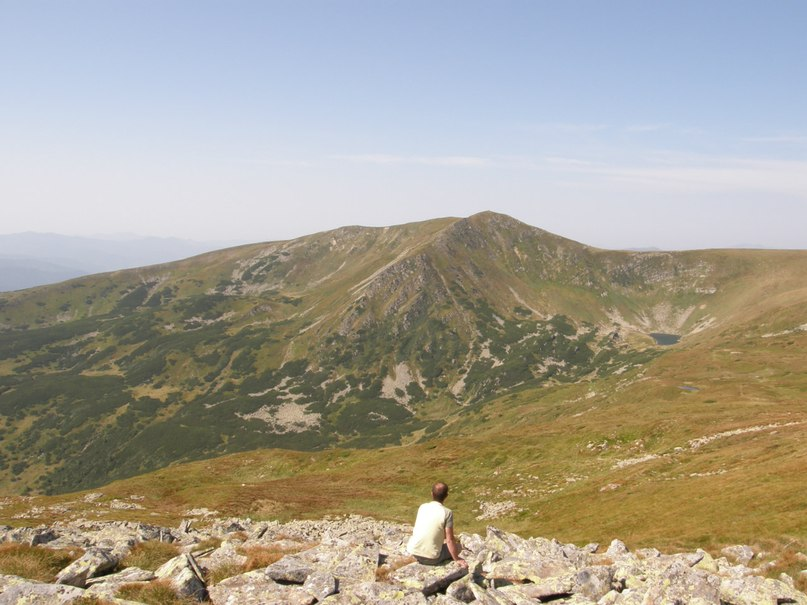
Гора Ґутин Томнатик і озеро Бребенекул зі схилів гори Бребенескул
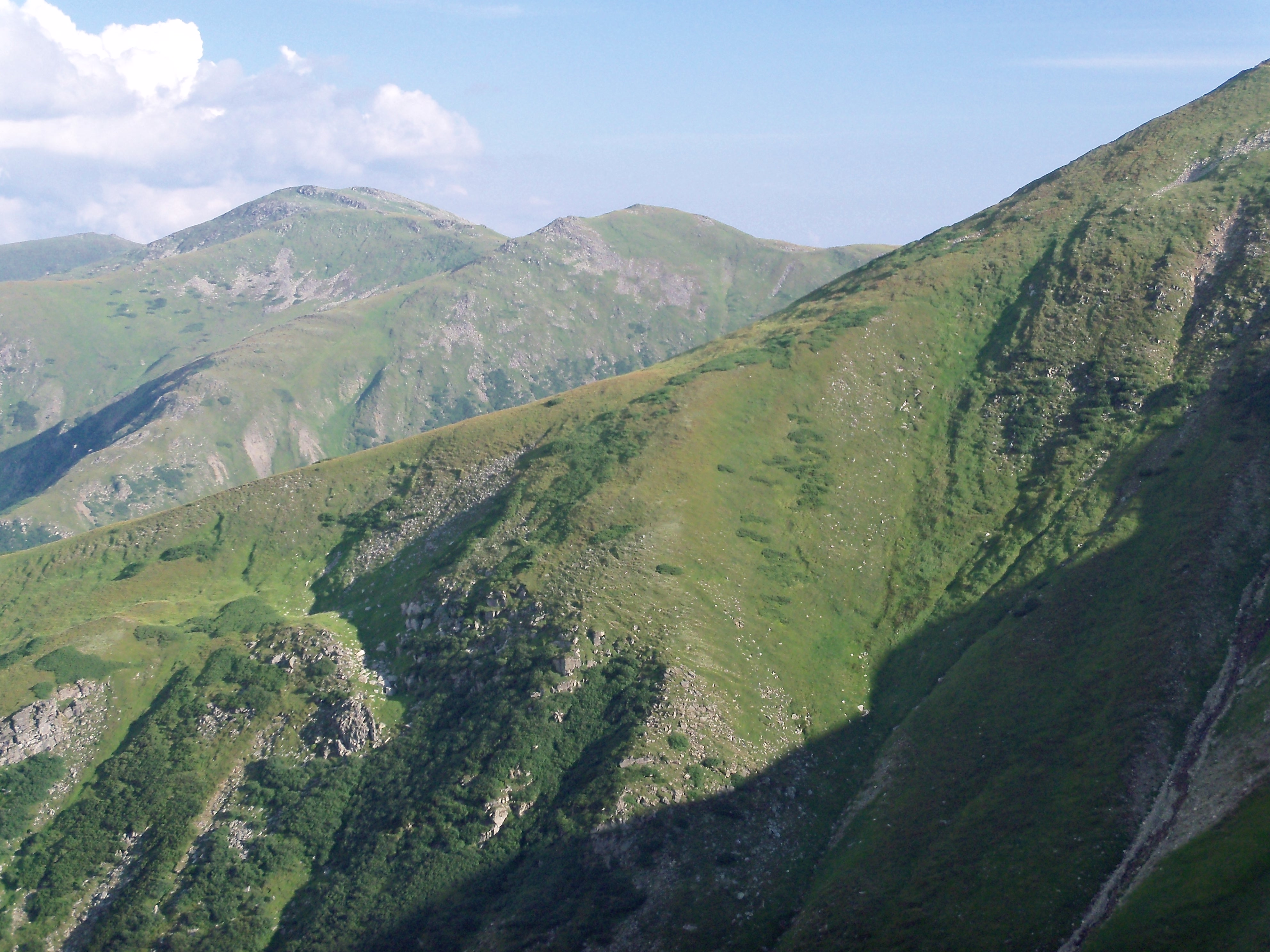
Північний схил гори
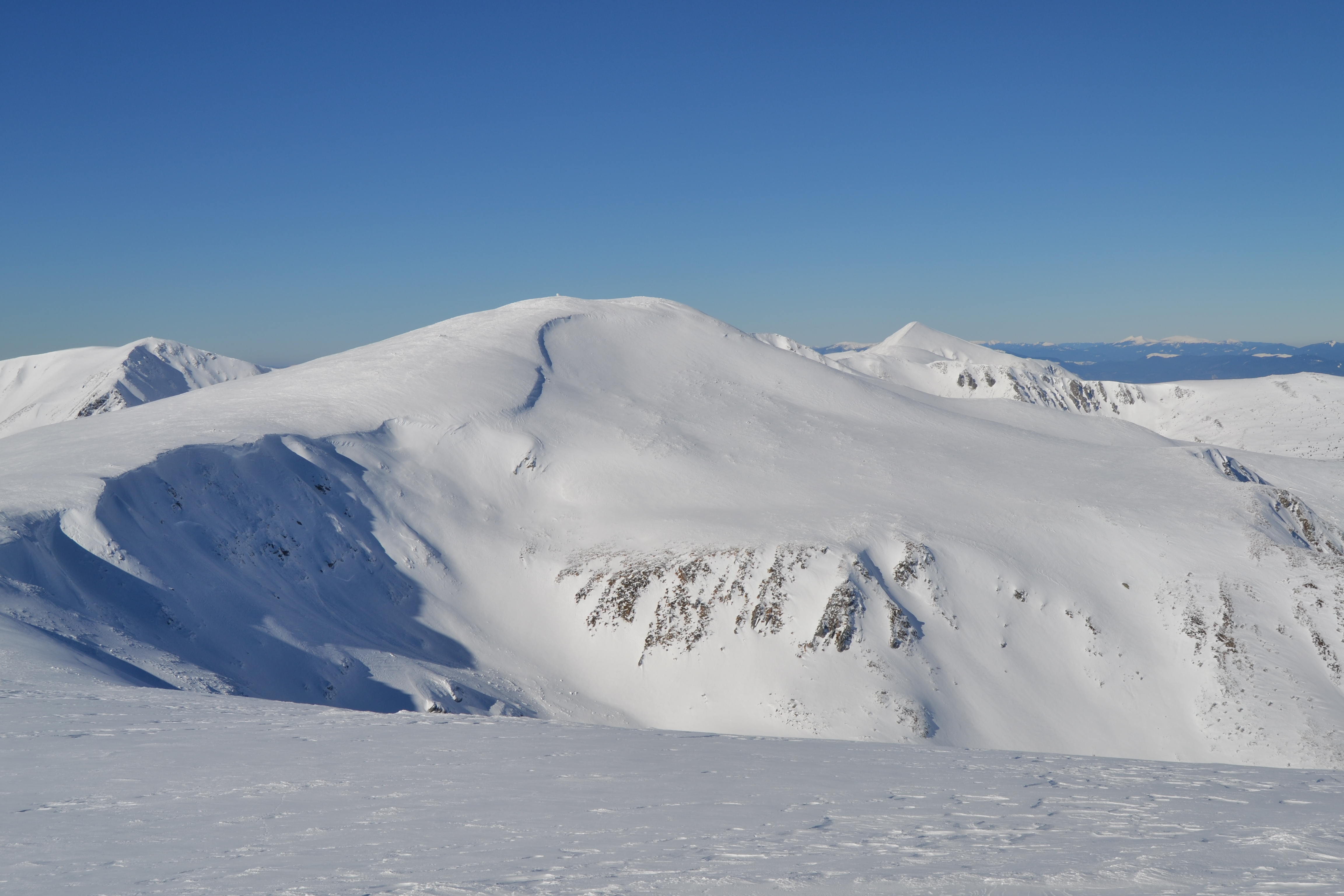
Бребенескул взимку
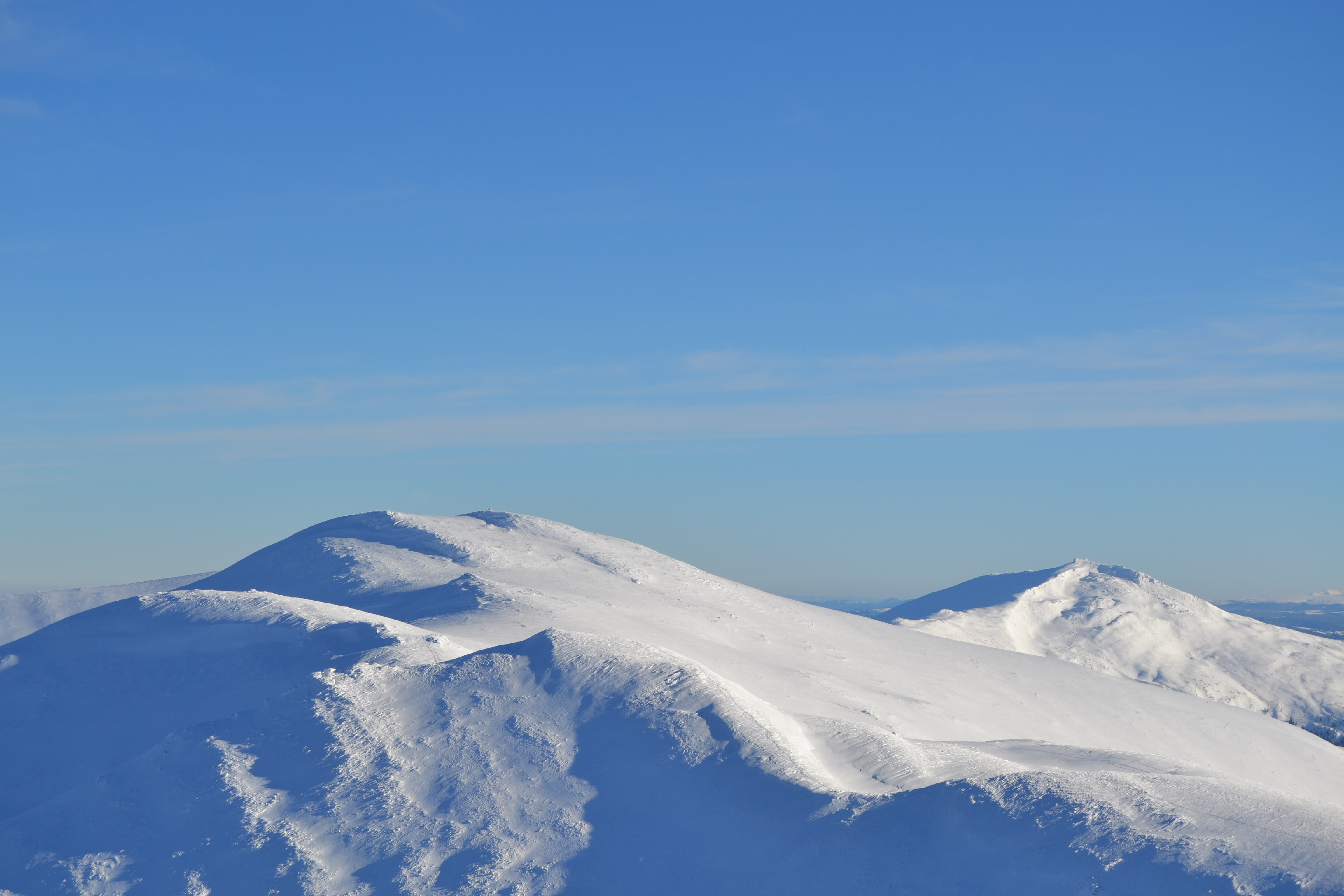
Вид на Бребенескул (ліворуч) і гору Піп Іван (праворуч) з гори Ребра
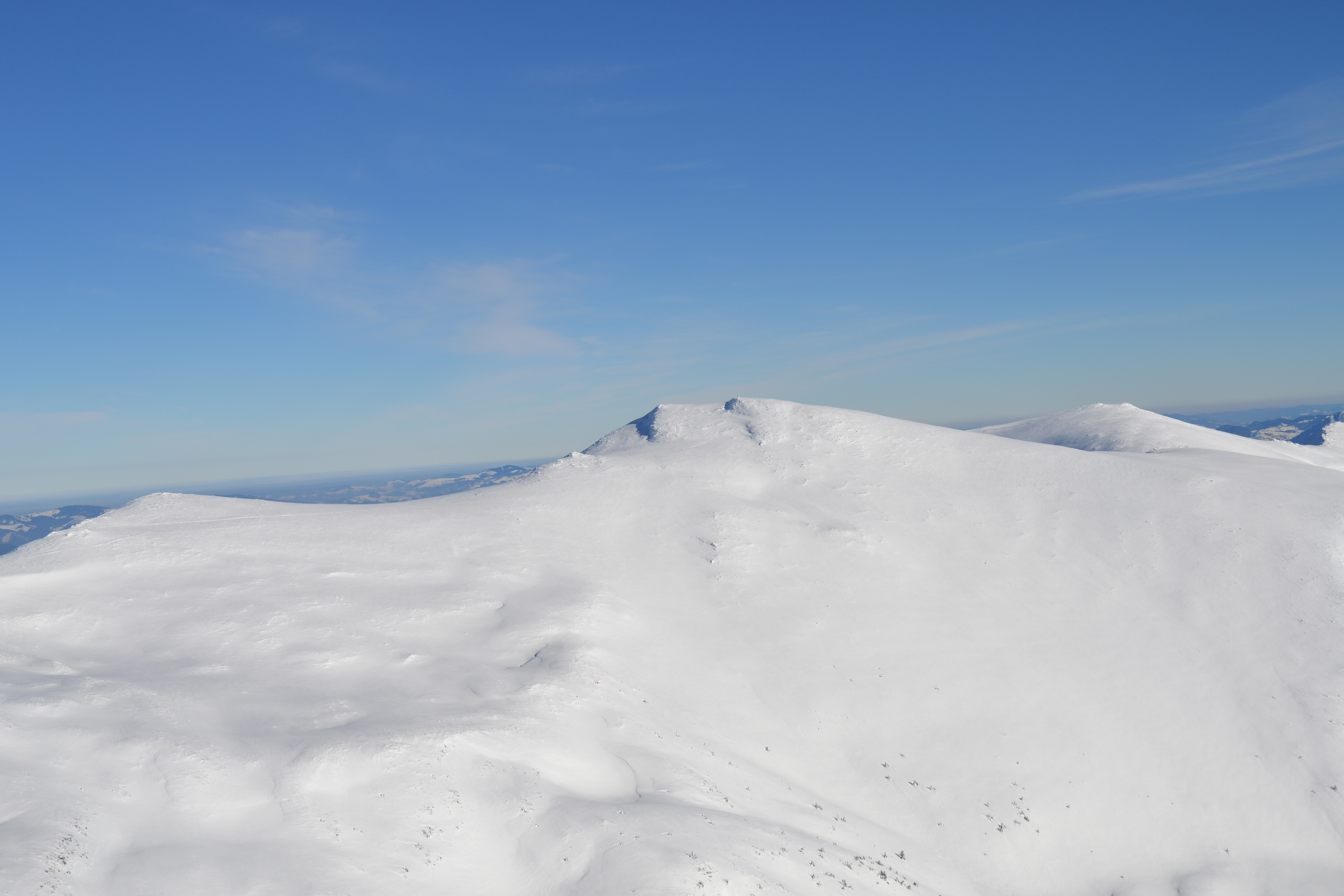
Вид на Бребенескул з гори Ґутин-Томнатик